# Crew Stoneley
Crew Stoneley, född 9 maj 1911 i Leeds, död 27 augusti 2002 i Dorset, var en brittisk friidrottare.
Stoneley blev olympisk silvermedaljör på 4 x 400 meter vid sommarspelen 1932 i Los Angeles.